# Smittia polymorpha
Smittia polymorpha är en tvåvingeart som beskrevs av Andersen 1937. Smittia polymorpha ingår i släktet Smittia och familjen fjädermyggor. Inga underarter finns listade i Catalogue of Life.